# Провулок Волонтерів (Житомир)
Провулок Волонтерів — провулок в Богунському районі Житомира. Названий на честь українських волонтерів — добровільних помічників фронту в російсько-українській війні.

## Характеристики

### Розташування
Пролягає в місцевості Сінний Ринок, в північній частині Старого міста, що відома за історичною назвою «Новоє Строєніє» («Нова Будова»), в житловому кварталі між вулицями Покровською, Небесної Сотні, Лесі Українки та Домбровського. Бере початок з вулиці Небесної Сотні. Прямує на схід, через 40 метрів круто повертає на північ. Закінчується глухим кутом.
Довжина провулка — 150 метрів.

### Забудова
Забудова провулка малоповерхова й садибна житлова, представлена одноповерховими житловими будинками здебільшого на декілька квартир, збудованих на початку XX ст.

## Історія

### Назви
До 20 травня 2016 року мав назву «2-й Московський провулок». Відповідно до розпорядження був перейменований на провулок Волонтерів.
До 1958 році відомий як «Московський проїзд».
Старі назви «Московський проїзд», «2-й Московський провулок» походять від старої назви вулиці, що нині має назву на честь Небесної Сотні — Московської, з якої провулок розпочинається.

### Формування й забудови
Провулок виник у другій половині ХІХ ст. — початку XX ст. Формувався як проїзд углиб кварталу в ході розпланування північної частини міста під нові житлові квартали правильної форми. Траса й забудова провулка сформувалися до початку XX ст.